# Vilhelm Lauritzen

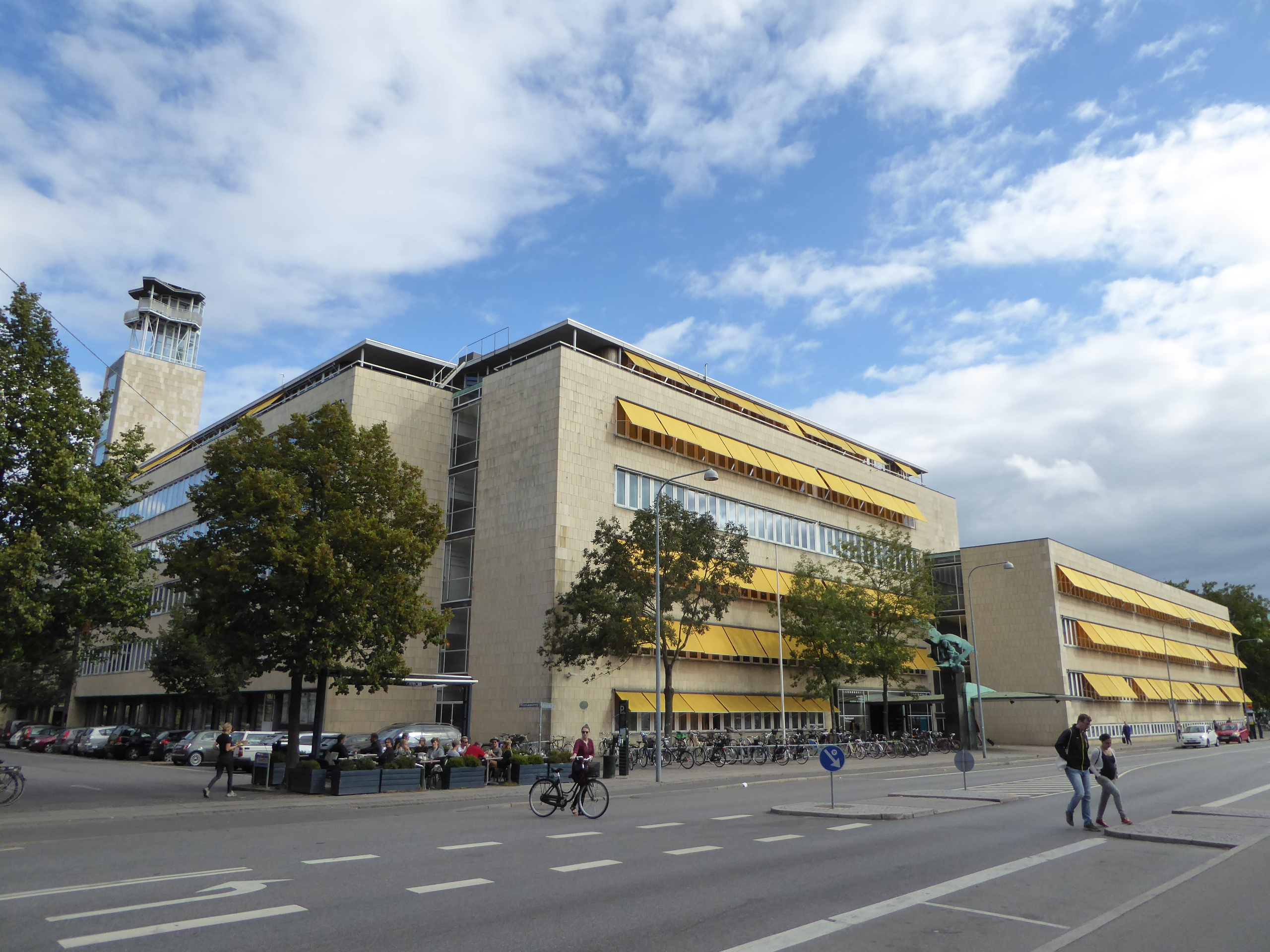
Casa de la Radio, Copenhague (1934-1945)

Vilhelm Lauritzen (Slagelse, 9 de septiembre de 1894-Copenhague, 22 de diciembre de 1984) fue un arquitecto racionalista danés. 

## Trayectoria
Estudió en la Real Academia de Bellas Artes de Dinamarca, donde se tituló en 1921. Residió por un tiempo en Grecia, donde trabajó en la Escuela Francesa de Atenas. Viajó luego por Francia e Italia y, en 1923, abrió su estudio en Copenhague. En 1927 viajó también por Alemania, donde visitó la exposición del Weißenhofsiedlung de Stuttgart, circunstancia que le acercó a la arquitectura racionalista.
Adscrito al funcionalismo, al que consideraba una necesidad biológica, su estilo desde entonces se integró plenamente en el Movimiento moderno, con interés por los avances tecnológicos y la calidad de la construcción y los materiales. Buena prueba de ello fueron el teatro Norrebro (1931-1932), la Casa de la Radio en Copenhague (1934-1945) y el aeropuerto de Copenhague-Kastrup (1936-1939, ampliado en 1955-1961 junto a Mogens Boertmann).
Junto a Edmund Hansen fue el arquitecto y urbanista de la localidad de Gladsaxe, donde construyó el Ayuntamiento (1937), la Escuela Marienlyst (1938) y la biblioteca (1940), donde junto a los edificios diseñó el mobiliario y las instalaciones lumínicas.
Fue autor también de la Embajada de Dinamarca en Washington D. C., Estados Unidos (1960).
Fue uno de los fundadores y primer presidente (1947-1955) del Instituto Nacional de Investigaciones sobre la Construcción (Statens Byggeforsknings Institut o SBI). Fue miembro también del Congreso Internacional de Arquitectura Moderna o CIAM (1947-1953).
En 1941 le fue concedida la Medalla Eckersberg que otorga la Real Academia de Bellas Artes de Dinamarca y, en 1954 esta misma institución le otorgó la Medalla C. F. Hansen. Fue también caballero de 1.ª clase de la Orden de Dannebrog.